# Feröer települései
Ez Feröer településeinek listája.
| Település                                | Népesség | Község              | Régió          | Sziget     | Megjegyzés                                                      |
| ---------------------------------------- | -------- | ------------------- | -------------- | ---------- | --------------------------------------------------------------- |
| Akrar                                    | 15       | Sumba község        | Suðuroy régió  | Suðuroy    |                                                                 |
| Ánir                                     | 55       | Klaksvík község     | Norðoyar régió | Borðoy     |                                                                 |
| Argir                                    | 2364     | Tórshavn község     | Streymoy régió | Streymoy   |                                                                 |
| Árnafjørður                              | 73       | Klaksvík község     | Norðoyar régió | Borðoy     |                                                                 |
| Bøur                                     | 75       | Sørvágur község     | Vágar régió    | Vágar      |                                                                 |
| Dalur                                    | 37       | Húsavík község      | Sandoy régió   | Sandoy     |                                                                 |
| Depil                                    | 3        | Hvannasund község   | Norðoyar régió | Borðoy     |                                                                 |
| Eiði                                     | 688      | Eiði község         | Eysturoy régió | Eysturoy   |                                                                 |
| Elduvík                                  | 14       | Runavík község      | Eysturoy régió | Eysturoy   |                                                                 |
| Fámjin                                   | 86       | Fámjin község       | Suðuroy régió  | Suðuroy    |                                                                 |
| Froðba                                   | 272      | Tvøroyri község     | Suðuroy régió  | Suðuroy    |                                                                 |
| Fuglafjørður                             | 1561     | Fuglafjørður község | Eysturoy régió | Eysturoy   |                                                                 |
| Funningsfjørður                          | 70       | Runavík község      | Eysturoy régió | Eysturoy   |                                                                 |
| Funningur                                | 50       | Runavík község      | Eysturoy régió | Eysturoy   |                                                                 |
| Gásadalur                                | 14       | Sørvágur község     | Vágar régió    | Vágar      |                                                                 |
| Gjógv                                    | 29       | Sundini község      | Eysturoy régió | Eysturoy   |                                                                 |
| Glyvrar                                  | 419      | Runavík község      | Eysturoy régió | Eysturoy   |                                                                 |
| Gøtugjógv                                | 44       | Eystur község       | Eysturoy régió | Eysturoy   |                                                                 |
| Haldarsvík                               | 107      | Sundini község      | Streymoy régió | Streymoy   |                                                                 |
| Haraldssund (Haraldsund)                 | 73       | Kunoy község        | Norðoyar régió | Kunoy      |                                                                 |
| Hattarvík                                | 11       | Fugloy község       | Norðoyar régió | Fugloy     |                                                                 |
| Hellur                                   | 12       | Fuglafjørður község | Eysturoy régió | Eysturoy   |                                                                 |
| Hestur                                   | 19       | Tórshavn község     | Streymoy régió | Hestur     |                                                                 |
| Hósvík                                   | 337      | Sundini község      | Streymoy régió | Streymoy   |                                                                 |
| Hov                                      | 104      | Hov község          | Suðuroy régió  | Suðuroy    |                                                                 |
| Hoyvík                                   | 4367     | Tórshavn község     | Streymoy régió | Streymoy   |                                                                 |
| Húsar                                    | 33       | Húsar község        | Norðoyar régió | Kalsoy     |                                                                 |
| Húsavík                                  | 65       | Húsavík község      | Sandoy régió   | Sandoy     |                                                                 |
| Hvalba                                   | 599      | Hvalba község       | Suðuroy régió  | Suðuroy    |                                                                 |
| Hvalvík                                  | 253      | Sundini község      | Streymoy régió | Streymoy   |                                                                 |
| Hvannasund                               | 250      | Hvannasund község   | Norðoyar régió | Viðoy      |                                                                 |
| Hvítanes                                 | 109      | Tórshavn község     | Streymoy régió | Streymoy   |                                                                 |
| Innan Glyvur                             | 69       | Sjóv község         | Eysturoy régió | Eysturoy   |                                                                 |
| Kaldbak                                  | 252      | Tórshavn község     | Streymoy régió | Streymoy   |                                                                 |
| Kaldbaksbotnur                           | 9        | Tórshavn község     | Streymoy régió | Streymoy   |                                                                 |
| Kambsdalur                               |          | Fuglafjørður község | Eysturoy régió | Eysturoy   | A népességi statisztikákban és a településlistában nem szerepel |
| Kirkja                                   | 30       | Fugloy község       | Norðoyar régió | Fugloy     |                                                                 |
| Kirkjubøur                               | 88       | Tórshavn község     | Streymoy régió | Streymoy   |                                                                 |
| Klaksvík                                 | 4997     | Klaksvík község     | Norðoyar régió | Borðoy     |                                                                 |
| Kolbanargjógv                            | 31       | Sjóv község         | Eysturoy régió | Eysturoy   |                                                                 |
| Kollafjørður                             | 818      | Tórshavn község     | Streymoy régió | Streymoy   |                                                                 |
| Koltur                                   | 0        | Tórshavn község     | Streymoy régió | Koltur     |                                                                 |
| Kunoy                                    | 83       | Kunoy község        | Norðoyar régió | Kunoy      |                                                                 |
| Kvívík                                   | 389      | Kvívík község       | Streymoy régió | Streymoy   |                                                                 |
| Lambareiði                               | 6        | Runavík község      | Eysturoy régió | Eysturoy   |                                                                 |
| Lambi                                    | 150      | Runavík község      | Eysturoy régió | Eysturoy   |                                                                 |
| Langasandur                              | 45       | Sundini község      | Streymoy régió | Streymoy   |                                                                 |
| Leirvík                                  | 971      | Eystur község       | Eysturoy régió | Eysturoy   |                                                                 |
| Leynar                                   | 108      | Kvívík község       | Streymoy régió | Streymoy   |                                                                 |
| Ljósá                                    | 36       | Eiði község         | Eysturoy régió | Eysturoy   |                                                                 |
| Lopra                                    | 83       | Sumba község        | Suðuroy régió  | Suðuroy    |                                                                 |
| Miðvágur                                 | 1130     | Vágar község        | Vágar régió    | Vágar      |                                                                 |
| Mikladalur                               | 27       | Klaksvík község     | Norðoyar régió | Kalsoy     |                                                                 |
| Mjørkadalur                              | 0        | Tórshavn község     | Streymoy régió | Streymoy   | A településlistában nem szerepel                                |
| Morskranes                               | 27       | Sjóv község         | Eysturoy régió | Eysturoy   |                                                                 |
| Múli                                     | 0        | Hvannasund község   | Norðoyar régió | Borðoy     |                                                                 |
| Mykines                                  | 16       | Sørvágur község     | Vágar régió    | Mykines    |                                                                 |
| Nes (Eysturoy)                           | 345      | Nes község          | Eysturoy régió | Eysturoy   |                                                                 |
| Nes (Suðuroy)                            |          | Vágur község        | Suðuroy régió  | Suðuroy    | A népességi statisztikákban nem szerepel                        |
| Nesvík                                   | 0        | Sundini község      | Streymoy régió | Streymoy   |                                                                 |
| Nólsoy                                   | 234      | Tórshavn község     | Streymoy régió | Nólsoy     |                                                                 |
| Norðdepil                                | 162      | Hvannasund község   | Norðoyar régió | Borðoy     |                                                                 |
| Norðoyri                                 | 110      | Klaksvík község     | Norðoyar régió | Borðoy     |                                                                 |
| Norðradalur                              | 9        | Tórshavn község     | Streymoy régió | Streymoy   |                                                                 |
| Norðragøta (Gøta)                        | 659      | Eystur község       | Eysturoy régió | Eysturoy   |                                                                 |
| Norðskáli                                | 316      | Sundini község      | Eysturoy régió | Eysturoy   |                                                                 |
| Norðtoftir                               | 2        | Hvannasund község   | Norðoyar régió | Borðoy     |                                                                 |
| Oyndarfjørður                            | 143      | Runavík község      | Eysturoy régió | Eysturoy   |                                                                 |
| Oyrarbakki (Oyrabakki)                   | 173      | Sundini község      | Eysturoy régió | Eysturoy   |                                                                 |
| Oyrareingir                              | 42       | Tórshavn község     | Streymoy régió | Streymoy   |                                                                 |
| Oyri                                     | 176      | Sundini község      | Eysturoy régió | Eysturoy   |                                                                 |
| Porkeri                                  | 318      | Porkeri község      | Suðuroy régió  | Suðuroy    |                                                                 |
| Rituvík                                  | 294      | Runavík község      | Eysturoy régió | Eysturoy   |                                                                 |
| Runavík                                  | 584      | Runavík község      | Eysturoy régió | Eysturoy   |                                                                 |
| Saksun                                   | 10       | Sundini község      | Streymoy régió | Streymoy   |                                                                 |
| Saltangará                               | 1033     | Runavík község      | Eysturoy régió | Eysturoy   |                                                                 |
| Saltnes                                  | 129      | Nes község          | Eysturoy régió | Eysturoy   |                                                                 |
| Sandavágur                               | 957      | Vágar község        | Vágar régió    | Vágar      |                                                                 |
| Sandur                                   | 532      | Sandur község       | Sandoy régió   | Sandoy     |                                                                 |
| Sandvík                                  | 71       | Hvalba község       | Suðuroy régió  | Suðuroy    |                                                                 |
| Selatrað                                 | 42       | Sjóv község         | Eysturoy régió | Eysturoy   |                                                                 |
| Signabøur                                | 145      | Tórshavn község     | Streymoy régió | Streymoy   |                                                                 |
| Skælingur                                | 13       | Kvívík község       | Streymoy régió | Streymoy   |                                                                 |
| Skálabotnur (Í Skálafirði, Skálafjørður) | 140      | Runavík község      | Eysturoy régió | Eysturoy   |                                                                 |
| Skálavík                                 | 145      | Skálavík község     | Sandoy régió   | Sandoy     |                                                                 |
| Skáli                                    | 744      | Runavík község      | Eysturoy régió | Eysturoy   |                                                                 |
| Skarvanes                                | 9        | Húsavík község      | Sandoy régió   | Sandoy     |                                                                 |
| Skipanes                                 | 47       | Runavík község      | Eysturoy régió | Eysturoy   |                                                                 |
| Skopun                                   | 440      | Skopun község       | Sandoy régió   | Sandoy     |                                                                 |
| Skúvoy                                   | 33       | Skúvoy község       | Sandoy régió   | Skúvoy     |                                                                 |
| Stóra Dímun                              | 8        | Skúvoy község       | Sandoy régió   | Nagy-Dímun |                                                                 |
| Strendur                                 | 920      | Sjóv község         | Eysturoy régió | Eysturoy   |                                                                 |
| Streymnes                                | 317      | Sundini község      | Streymoy régió | Streymoy   |                                                                 |
| Stykkið                                  | 40       | Kvívík község       | Streymoy régió | Streymoy   |                                                                 |
| Sumba                                    | 252      | Sumba község        | Suðuroy régió  | Suðuroy    |                                                                 |
| Sund                                     | 1        | Tórshavn község     | Streymoy régió | Streymoy   |                                                                 |
| Svínáir                                  | 43       | Eiði község         | Eysturoy régió | Eysturoy   |                                                                 |
| Svínoy                                   | 31       | Klaksvík község     | Norðoyar régió | Svínoy     |                                                                 |
| Syðradalur (Kalsoy)                      | 5        | Húsar község        | Norðoyar régió | Kalsoy     |                                                                 |
| Syðradalur (Streymoy)                    | 10       | Tórshavn község     | Streymoy régió | Streymoy   |                                                                 |
| Syðrugøta                                | 453      | Eystur község       | Eysturoy régió | Eysturoy   |                                                                 |
| Søldarfjørður                            | 358      | Runavík község      | Eysturoy régió | Eysturoy   |                                                                 |
| Sørvágur                                 | 1114     | Sørvágur község     | Vágar régió    | Vágar      |                                                                 |
| Tjørnuvík                                | 48       | Sundini község      | Streymoy régió | Streymoy   |                                                                 |
| Toftir                                   | 864      | Nes község          | Eysturoy régió | Eysturoy   |                                                                 |
| Tórshavn                                 | 14038    | Tórshavn község     | Streymoy régió | Streymoy   |                                                                 |
| Trongisvágur                             | 527      | Tvøroyri község     | Suðuroy régió  | Suðuroy    |                                                                 |
| Trøllanes                                | 14       | Klaksvík község     | Norðoyar régió | Kalsoy     |                                                                 |
| Tvøroyri                                 | 859      | Tvøroyri község     | Suðuroy régió  | Suðuroy    |                                                                 |
| Undir Gøtueiði (Gøtueiði)                | 29       | Eystur község       | Eysturoy régió | Eysturoy   |                                                                 |
| Vágur                                    | 1352     | Vágur község        | Suðuroy régió  | Suðuroy    | A településlistában nem szerepel                                |
| Válur                                    | 47       | Kvívík község       | Streymoy régió | Streymoy   |                                                                 |
| Vatnsoyrar                               | 44       | Vágar község        | Vágar régió    | Vágar      |                                                                 |
| Velbastaður                              | 243      | Tórshavn község     | Streymoy régió | Streymoy   |                                                                 |
| Vestmanna                                | 1245     | Vestmanna község    | Streymoy régió | Streymoy   |                                                                 |
| Viðareiði                                | 354      | Viðareiði község    | Norðoyar régió | Viðoy      |                                                                 |
| Víkarbyrgi                               | 0        | Sumba község        | Suðuroy régió  | Suðuroy    |                                                                 |
| Æðuvík                                   | 103      | Runavík község      | Eysturoy régió | Eysturoy   |                                                                 |
| Øravík                                   | 30       | Tvøroyri község     | Suðuroy régió  | Suðuroy    |                                                                 |
| Øravíkarlíð                              | 57       | Tvøroyri község     | Suðuroy régió  | Suðuroy    | A településlistában nem szerepel                                |